# George Pope Morris

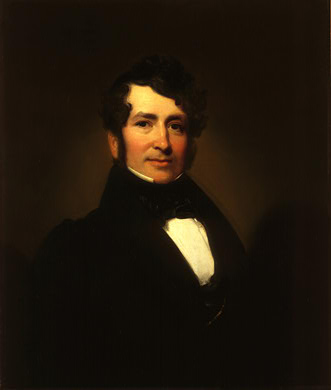
George Pope Morris, 1836, oljemålning av Henry Inman.

George Pope Morris, född den 10 oktober 1802 i Philadelphia, Pennsylvania, död den 6 juli 1864 i New York, var en amerikansk skald och journalist.
Morris utgav 1823–1842 New-York Mirror och från 1846 till sin död Home Journal, på sin tid Amerikas mest spridda tidskrift. Hans dikter har för sitt välljud och sin romantik varit eftersökta av tonsättarna (exempelvis den kända Woodman, spare that tree).